# Blood Valley: Seed's Revenge
Blood Valley: Seed's Revenge é um filme teuto-norte-americano de 2014, do gênero terror, dirigido por Marcel Walz.